# Rue Bellart
La rue Bellart est une rue du 15e arrondissement de Paris.

## Situation et accès
Longue de 130 mètres, elle commence rue Pérignon et finit avenue de Suffren.

## Origine du nom

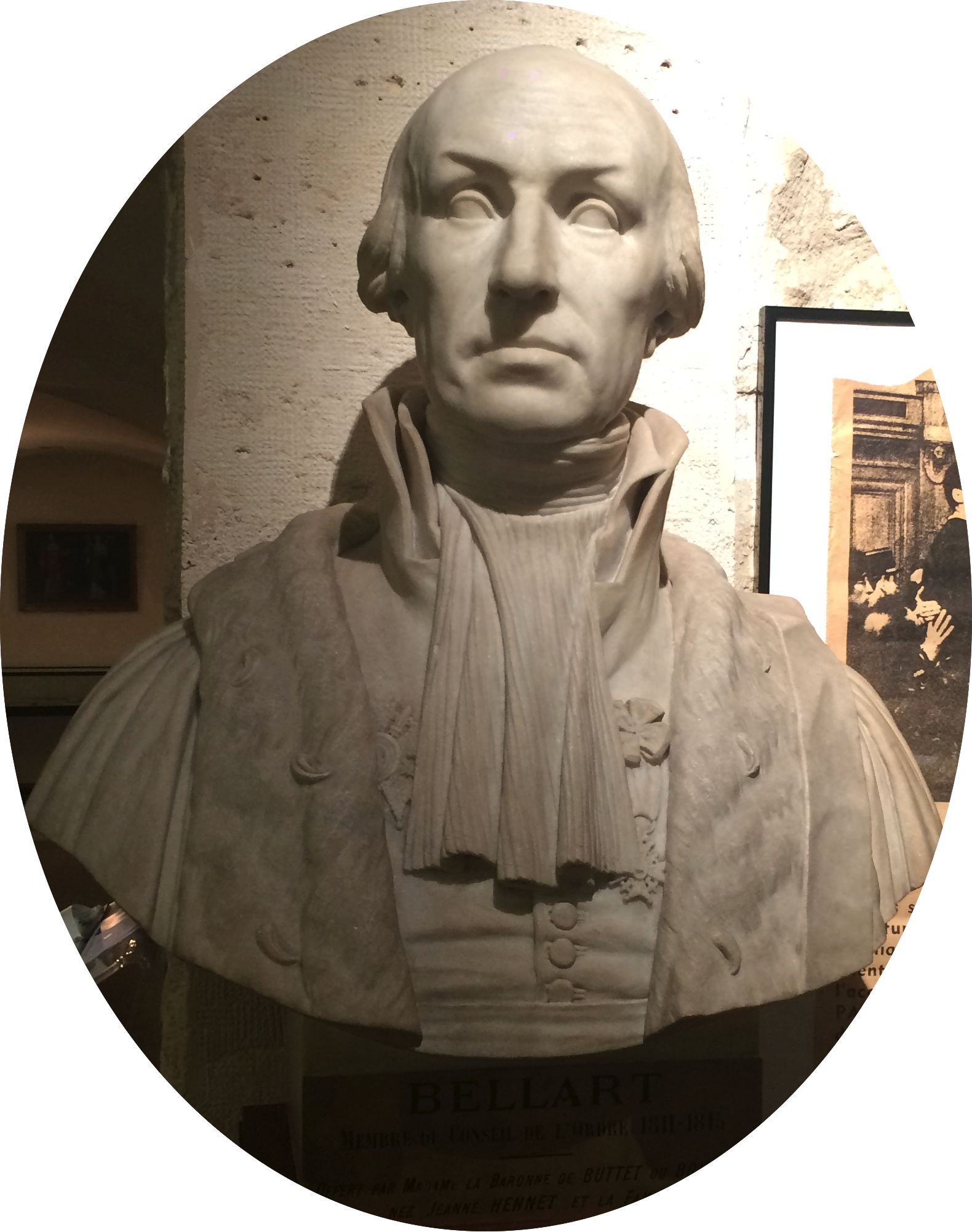
Nicolas François Bellart.

Elle porte le nom de Nicolas François Bellart (1761-1826), procureur général auprès la Cour d'appel de Paris, président du Conseil général de la Seine.

## Historique
Cette voie est ouverte en 1819 entre la rue Pérignon et le boulevard Garibaldi. Une partie de la rue a été supprimée lors du percement de l'avenue de Suffren en 1867.

## Bâtiments remarquables et lieux de mémoire
- La partie située du côté des numéros impairs marquait la limite des abattoirs de Grenelle.